# Eparchie kolpaševská
Eparchie kolpaševská je eparchie ruské pravoslavné církve nacházející se v Rusku.

## Území a titul biskupa
Zahrnuje správní hranice území Alexandrovského, Bakčarského, Verchněketského, Kargasokského, Kolpaševského, Krivošeinského, Molčanovského, Parabelského a Čainského rajónu, také městského okruhu Streževoj Tomské oblasti.
Eparchiálnímu biskupovi náleží titul biskup kolpaševský a streževský.

## Historie
Eparchie byla zřízena rozhodnutím Svatého synodu dne 12. března 2013 oddělením území z tomské eparchie. Stala se součástí nově vzniklé tomské metropole.
Důvodem zřízení eparchie byl návrh  arcibiskupa tomského Rostislava (Děvjatova), který návrh zdůvodnil nedostupností hlavních cest ke vzdálenějším osadám, které biskup často nenavštěvuje. Založená eparchie měla přispívat k  dalšímu rozvoji církevního života. 
Prvním eparchiálním biskupem se stal archimandrita Siluan (Vjurov), duchovní tomské eparchie.

## Seznam biskupů
- 2013–2022 Siluan (Vjurov)
- 2022–2024 Rostislav (Děvjatov), dočasný administrátor
- od 2024 Filaret (Tichonov)